# 2005년 발리 폭탄 테러

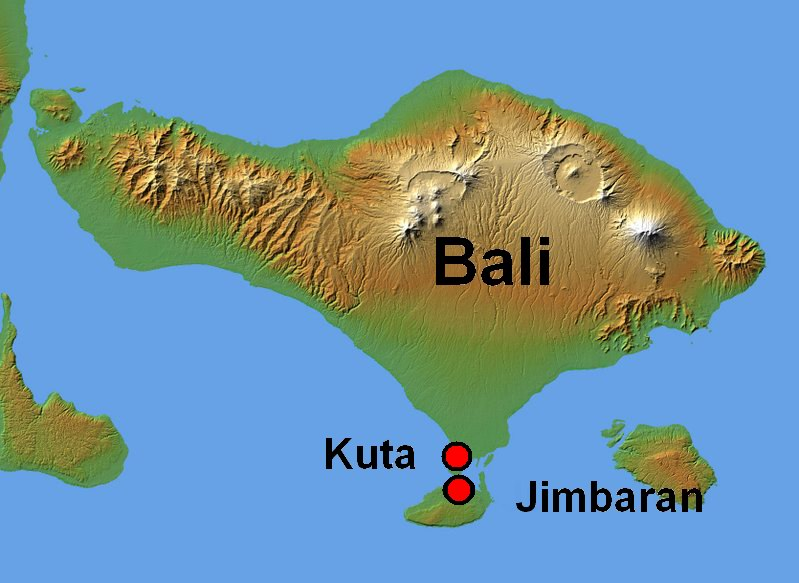

2005년 발리 폭탄 테러는 2005년 10월 2일 발리에서 일어난 테러로, 30여명이 죽고 100여명이 부상당했다.

## 같이 보기
- 2002년 발리 폭탄 테러
- 제마 이슬라미야